# Ancistrus maximus
Az Ancistrus maximus a sugarasúszójú halak (Actinopterygii) osztályának harcsaalakúak (Siluriformes) rendjébe, ezen belül a tepsifejűharcsa-félék (Loricariidae) családjába tartozó faj.

## Előfordulása
Az Ancistrus maximus előfordulási területe kizárólag Dél-Amerikában található meg. Brazíliának egyik endemikus hala.

## Megjelenése
Ez a hal a 20,1 centiméteres hosszával, nemének a legnagyobb fajává vált - innen ered a neve -; korábban e halnem legnagyobb faja a 19,5 centiméter hosszú Ancistrus chagresi volt. Az Ancistrus maximus hátúszóján 2 tüske és 8 sugár látható, míg a farok alatti úszóján nincs tüske, viszont 5 sugár van. A sötétbarna testén vöröses-narancssárga foltok és sávok vannak.

## Életmódja
Ez a tepsifejűharcsa trópusi édesvízi hal, amely a mederfenéken él. Amint a nemének a neve is mutatja, az Ancistrus maximus algákkal táplálkozik.